# Rhipsalis agudoensis
Rhipsalis agudoensis ist eine Pflanzenart in der Gattung Rhipsalis aus der Familie der Kakteengewächse (Cactaceae). Das Artepitheton agudoensis verweist auf das Vorkommen der Art beim Ort Agudo.

## Beschreibung
Rhipsalis agudoensis wächst vermutlich epiphytisch mit steifen, kräftigen, ausgebreiteten bis hängenden Trieben mit beschränktem Wachstum. Die zu ihrer Basis hin leicht verjüngten Triebe besitzen drei bis vier, selten bis fünf flügelige Kanten und sind an den Areolen gekerbt. Sie sind bis zu 15 Zentimeter lang und 4 Zentimeter breit. Dornen sind nicht vorhanden.
Die weißen Blüten erscheinen seitlich an den Trieben und erreichen einen Durchmesser von etwa 1,5 bis 2 Zentimeter. Sie sind einzeln oder stehen in Gruppen von wenigen Blüten zusammen. Die fast kugelförmigen Früchte sind hell bis leuchtend magentarosafarben und weisen einen Durchmesser von etwa 5 Millimeter auf.

## Systematik und Verbreitung
Rhipsalis agudoensis ist in der Nähe der brasilianischen Stadt Agudo im Bundesstaat Rio Grande do Sul verbreitet.
Die Erstbeschreibung erfolgte 2003 durch Nigel Paul Taylor.

## Nachweise